# Chuderov

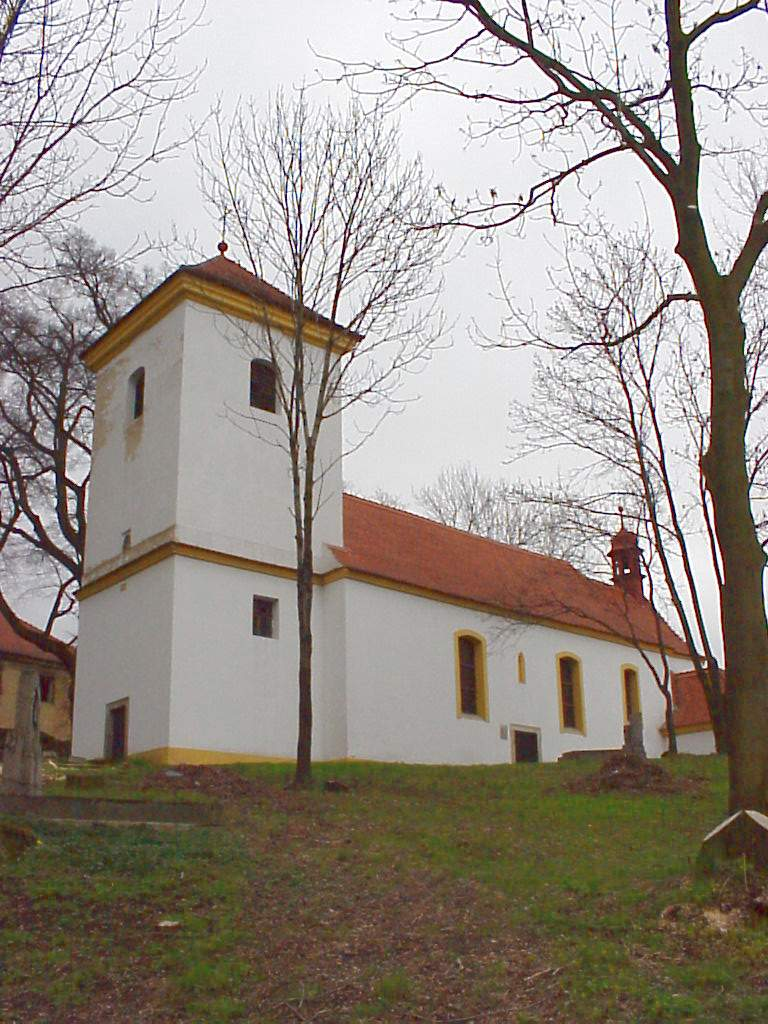
Kirche St. Peter und Paul in Žežice

Chuderov (deutsch Groß Kaudern, auch Großkaudern) ist eine Gemeinde in Tschechien. Sie liegt vier Kilometer nördlich des Stadtzentrums von Ústí nad Labem und gehört zum Okres Ústí nad Labem.

## Geographie
Chuderov befindet sich im linkselbischen Teil des Böhmischen Mittelgebirges am Oberlauf des Baches Chuderovský potok. Nordöstlich erhebt sich der Radešín (Gratschen, 550 m), im Osten der Farský vrch (520 m), südöstlich die Dobětická výšina (459 m), im Süden die Brandtova výšina (Brand, 436 m) sowie nordwestlich der Čepek (477 m) und Ostroh (454 m).
Nachbarorte sind Chuderovec im Norden, Radešín im Nordosten, Sovolusky, Ryjice und Žežice im Osten, Mlýniště, Krásné Březno und Dobětice im Südosten, Ústí nad Labem, Stříbrníky und Kočkov im Süden, Nový Kočkov, Ovčárna und Severní terasa im Südwesten, Božtěšice im Westen sowie Studánka, Strážky und Neznabohy im Nordwesten.

## Geschichte
Die erste schriftliche Erwähnung des Hofes Chuderov erfolgte im Jahre 1348. Zwischen 1375 und 1400 gehörte die Feste Ejvan von Chuderov. Ihm folgte Jan Tlumek. In der Zeit von 1429 bis 1482 war die Familie Šesták Besitzer von Chuderov. 1527 erwarb Johann von Lungwitz den Hof Chuderov und die benachbarte Herrschaft Schöbritz. 1546 erbte dessen Sohn Albrecht von Lungwitz Chuderov. Wolf Soldan von Steinbach (Volf Žoldan ze Štampachu), der das Gut 1569 durch die Ehe mit Margarethe von Lungwitz erworben hatte, kaufte 1580 die Herrschaft Schöbritz auf und vereinigte Chuderov mit Schöbritz. Später gehörte Schöbritz Johann Hermann Kölbel von Geysing, der Esther von Steinbach geheiratet hatte. Nach der Schlacht am Weißen Berg wurde Kölbel 1623 mit dem Verlust eines Drittels seiner Güter bestraft. Den Hof und das Dorf Chuderov erhielt seine Frau Esther zurück. In der berní rula von 1654 sind für Chuderov 10 Wirtschaften ausgewiesen. Das Gut Chuderov wurde 1794 an Erbpächter aufgeteilt und der Meierhof erlosch. Auf den Fluren des Hofes entstand zwischen 1834 und 1852 die Ansiedlung Auf der Not, die später Neu Gatschken genannt wurde. Gepfarrt war Chuderov nach Seesitz.
Nach der Aufhebung der Patrimonialherrschaften bildete Großkaudern / Chuderov ab 1850 mit dem Ortsteil Gatschken / Kočkov einschließlich Neu Gatschken und der Schäferei eine politische Gemeinde im Gerichtsbezirk Außig bzw. Bezirk Außig. 1921 bestand das Dorf aus 79 Häusern und hatte 715 Einwohner, die größtenteils Deutsche waren. Die Ansiedlung Schäferei bestand zu dieser Zeit aus neun Häusern.
1930 lebten in der Gemeinde 726 Menschen. Nach dem Münchner Abkommen wurde Groß Kaudern 1938 dem Deutschen Reich zugeschlagen und gehörte bis 1945 zum Landkreis Aussig. 1939 hatte die Gemeinde 716 Einwohner. 1945 kam Chuderov zur Tschechoslowakei zurück, die deutschen Bewohner wurden vertrieben. 1948 wurde die Gemeinde dem Okres Ústí nad Labem-okolí zugeordnet. Seit 1961 gehört Chuderov wieder zum Okres Ústí nad Labem, zugleich kamen Chuderovec (mit Neznabohy), Žežice (mit Mlýniště) und Sovolusky als Ortsteile hinzu. Kočkov und Nový Kočkov wurden im selben Zuge nach Ústí nad Labem umgemeindet. 1980 erfolgte die Eingemeindung von Radešín, Lipová und Libov.

## Ortsgliederung
Die Gemeinde Chuderov besteht aus den Ortsteilen Chuderov (Groß Kaudern), Chuderovec (Klein Kaudern), Libov (Lieben), Lipová (Spansdorf), Radešín (Gratschen) und Žežice (Seesitz), die zugleich auch Katastralbezirke bilden. Grundsiedlungseinheiten sind Chuderov, Chuderovec, Kozí Stráň, Libov, Lipová, Radešín, Sovolusky (Soblitz) und Žežice. Zu Chuderov gehören außerdem die Ansiedlungen Mlýniště (Leinisch), Neznabohy (Niesenbahn), Ovčárna (Schäferei).

## Sehenswürdigkeiten
- Kirche St. Peter und Paul in Žežice, seit 1352 nachweisbar
- Kirche des hl. Martin in Lipová, errichtet im 15. Jahrhundert
- Aussichtsturm Erbenova vyhlídka (Alexander-Erben-Warte) auf der Erbenova výšina, südlich des Dorfes, eingeweiht am 1. Juli 1933
- Kapelle in Radešín, erbaut in der ersten Hälfte des 19. Jahrhunderts
- Kapelle der hl. Dreifaltigkeit in Neznabohy, erbaut 1821

### Ehemalige Baudenkmale
- Kapelle des hl. Johannes von Nepomuk in Chuderov, der Barockbau aus dem 18. Jahrhundert wurde 1967 abgetragen
- barocke Kreuzigungssäule in Ovčárna, 1950 zerstört